# Silberbaumgewächse
Die Silberbaumgewächse oder Proteusgewächse (Proteaceae) sind eine Pflanzenfamilie in der Ordnung der Silberbaumartigen (Proteales). Die etwa 77 Gattungen mit etwa 1600 Arten kommen auf der Südhalbkugel vor.

## Beschreibung

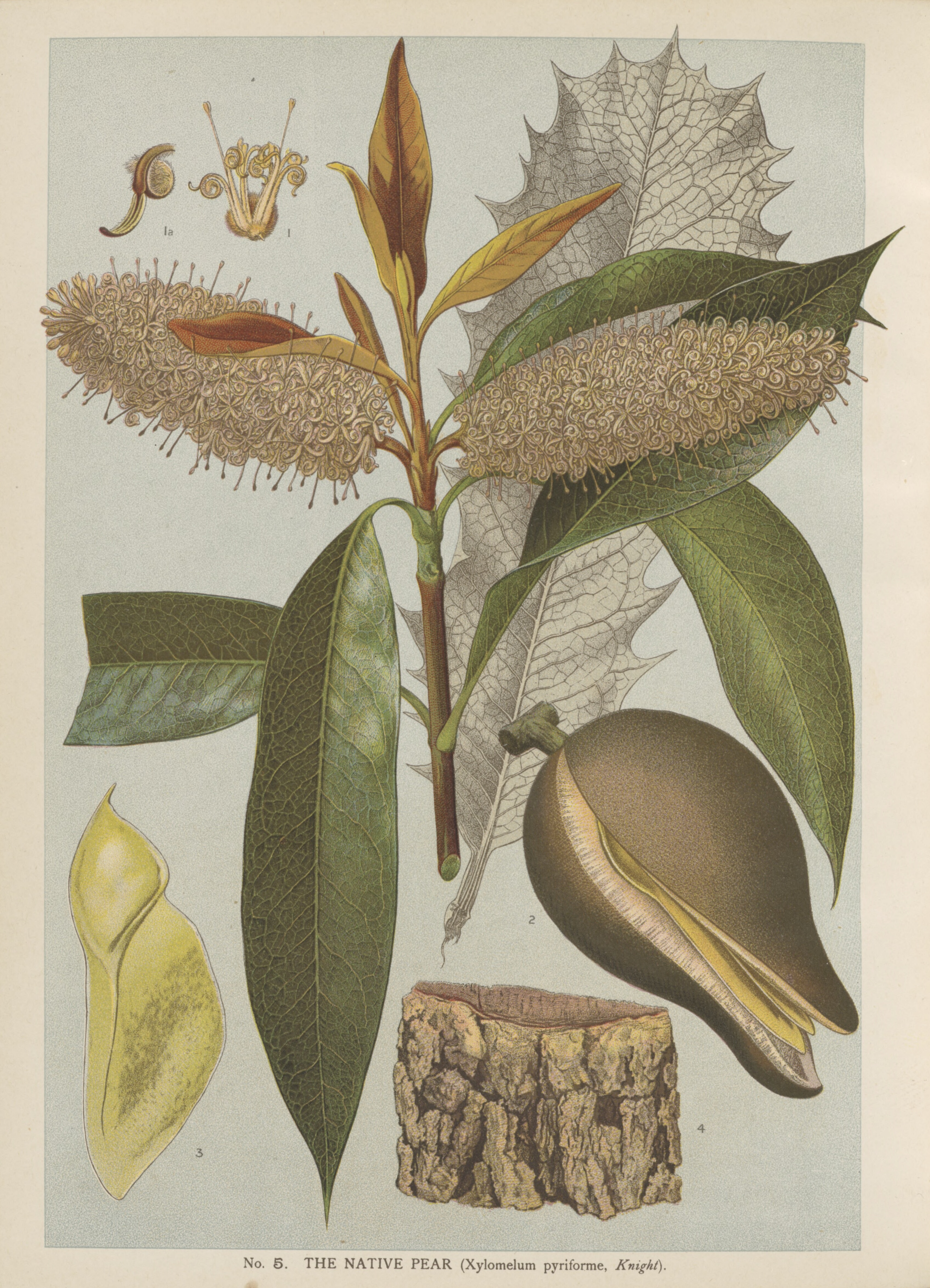
Illustration der Gewöhnlichen Holzbirne (Xylomelum pyriforme)

### Erscheinungsbild und Blätter
Proteaceen sind meist immergrüne verholzende Pflanzen: Bäume oder Sträucher oder Halbsträucher, selten krautige Pflanzen.
Besonders in der Morphologie der Blätter kann man bei manchen Arten erkennen, dass es sich um eine Familie mit relativ ursprünglichen Merkmalen handelt, die Blätter haben oft Gabelnervatur (dichotom).
Die meist hartlaubigen Blätter weisen eine Vielfalt an Formen auf: von ungeteilt bis fein zerschlitzt gibt es alle Möglichkeiten. Manchmal sind sie nadelartig spitz und einige Blattformen erinnern mehr an Farne als an Samenpflanzen. Nebenblätter fehlen.

### Blütenstände, Blüten und Früchte
Die kleinen Einzelblüten stehen meist in umfangreichen und auffälligen Blütenständen zusammen. Die Blüten sind zwittrig oder funktional männlich oder weiblich. Selten sind sie einhäusig (monözisch) oder zweihäusig (diözisch) getrenntgeschlechtig. Die relativ einfach aufgebauten Blüten sind radiärsymmetrisch bis zygomorph und meist vierzählig. Die Blütenhülle ist sehr unterschiedlich aufgebaut – gegliedert in Kelch- und Kronblätter oder nur ein Kreis von Blütenhüllblättern. Es ist nur ein Kreis mit meist vier (selten drei) Staubblättern vorhanden, die mit den Blütenhüllblättern weit verwachsen sind. Jede Blüte enthält nur ein oberständiges Fruchtblatt; es enthält eine bis zahlreiche Samenanlagen. Zwischen Blütenhüllblättern und Fruchtknoten gibt es eine aus vier Schuppen bestehende oder ringförmige Drüse zur Produktion von Nektar (der sogenannte Diskus). Bei vielen Arten findet eine sekundäre Pollenpräsentation statt. Hier wird der Pollen vor der Anthese an dem „Pollen-Presenter“ (Protostigma) deponiert, welcher sich am Griffel befindet und dann den Bestäubern dargeboten. Dies bedeutet das viele Arten protandrisch sind.
Es werden Balgfrüchte, Steinfrüchte oder Achänen gebildet.

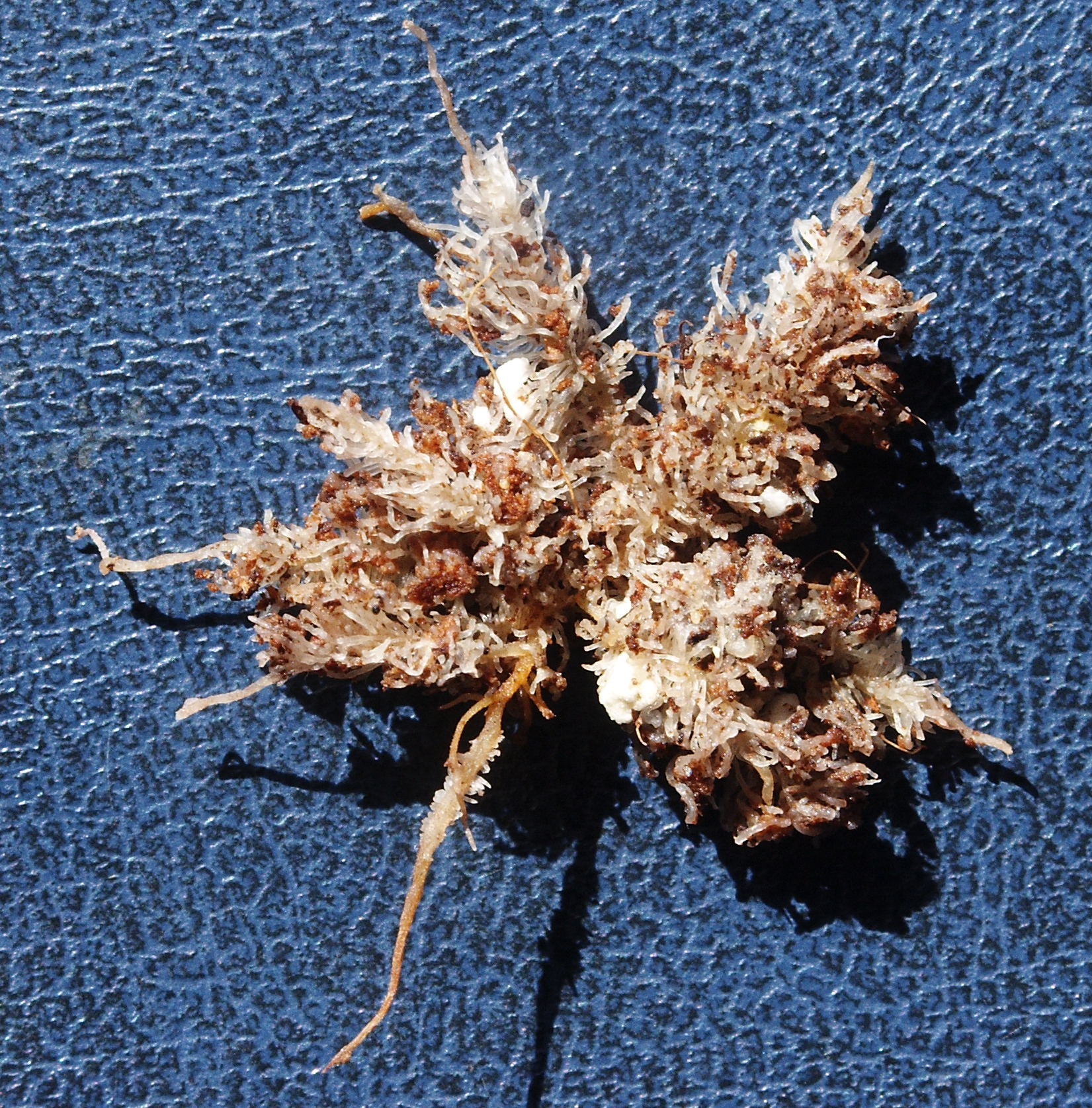
Proteoidwurzeln von Leucospermum cordifolium

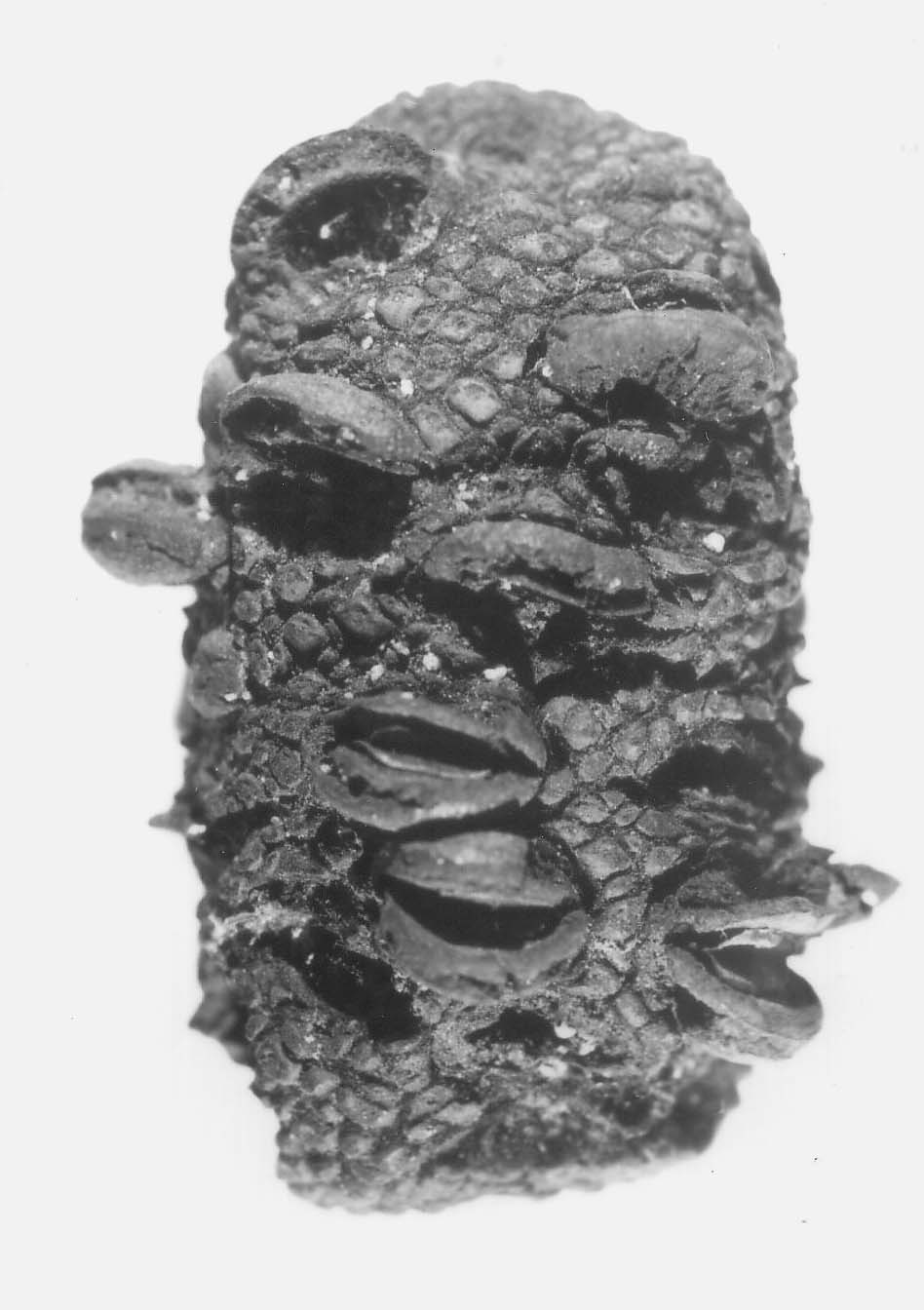
Fossiler Fruchtstand von Banksia kingii

## Ökologie

### Wurzeln
Viele Vertreter der Silberbaumgewächse haben eine Strategie entwickelt, dem Boden mit hoher Effizienz die wenigen Nährstoffe und Mineralien zu entnehmen. Besonders die Arten, die in nährstoffarmen Böden wachsen, bilden nach Regenfällen sehr zahlreich die so genannten „Proteoidwurzeln“. Dies sind kurzlebige, kurze Wurzeln in dichten Büscheln. Sie wachsen hauptsächlich dicht unter der Oberfläche und sind besonders befähigt, die vom Regen in den Boden gespülten Nährstoffe und Mineralien aufzunehmen.

### Pyrophyten
Sehr häufig bei Proteaceae sind Arten, die ihre Samen erst nach einem Feuer freigeben, diese Arten sind stark an Waldbrände anpasst, das Phänomen nennt man Feuerbäume oder Pyrophyten. Beispiele sind die Silbereichen (Grevillea) und die Banksien (Banksia). Der Vorteil für die Pflanzen ist dabei, dass nach einem Brand der Standort fast frei von Bewuchs ist und die Erde durch die Asche gut gedüngt wurde.
Die Samen überstehen das Feuer entweder:
- in dicken Samenschalen, zum Beispiel bei Banksien (Banksia),
- eingehüllt in den Blütenständen, zum Beispiel bei Zuckerbüschen (Protea),
- werden von Nagetieren vergraben, zum Beispiel bei Silberbäumen (Leucadendron),
- oder von Ameisen in ihre Bauten getragen, zum Beispiel bei Leucospermum.

Einige Arten aus Gebieten ohne regelmäßiges Buschfeuer entlassen ihre Samen ohne äußere Einwirkung kurze Zeit nach der Reife.

### Bestäubung
Die Bestäubung erfolgt oft durch Vögel, aber auch durch Insekten, Beuteltiere sowie Nagetiere.

## Verbreitung
Die Vorfahren der Familie Proteaceae entstanden, noch bevor der Urkontinent Gondwana vor ungefähr 150 Millionen Jahren auseinanderbrach. Das heutige Areal der Proteaceae ist disjunkt und entspricht hauptsächlich den Teilen von Gondwana.
Das Verbreitungsgebiet dieser Familie erstreckt sich auf Südamerika, mittleres bis südliches Afrika, Südchina bis Australien, Japan, Südindien. Viele der Gattungen und Arten aus der Tribus Proteae zählen zur südafrikanischen Kapflora.

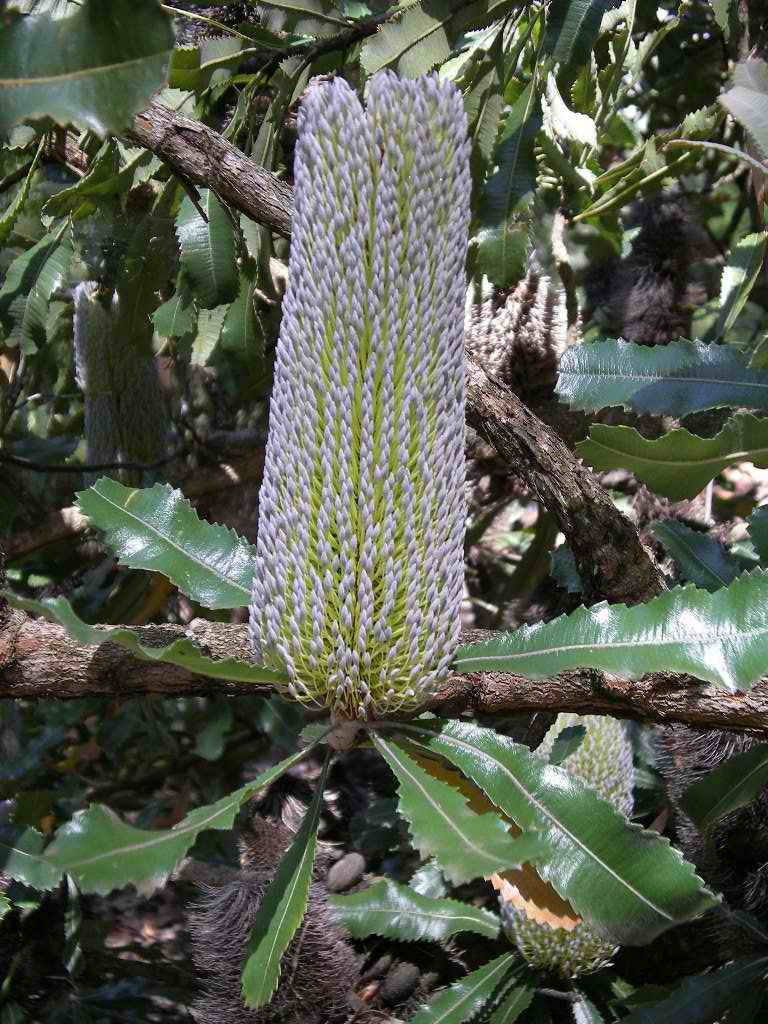
Banksia serrata

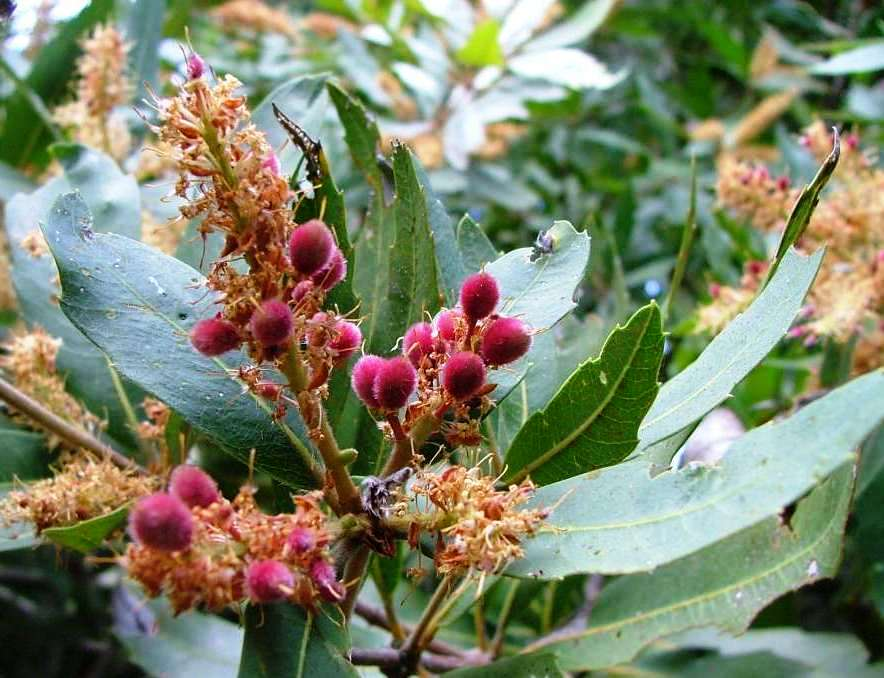
Brabejum stellatifolium

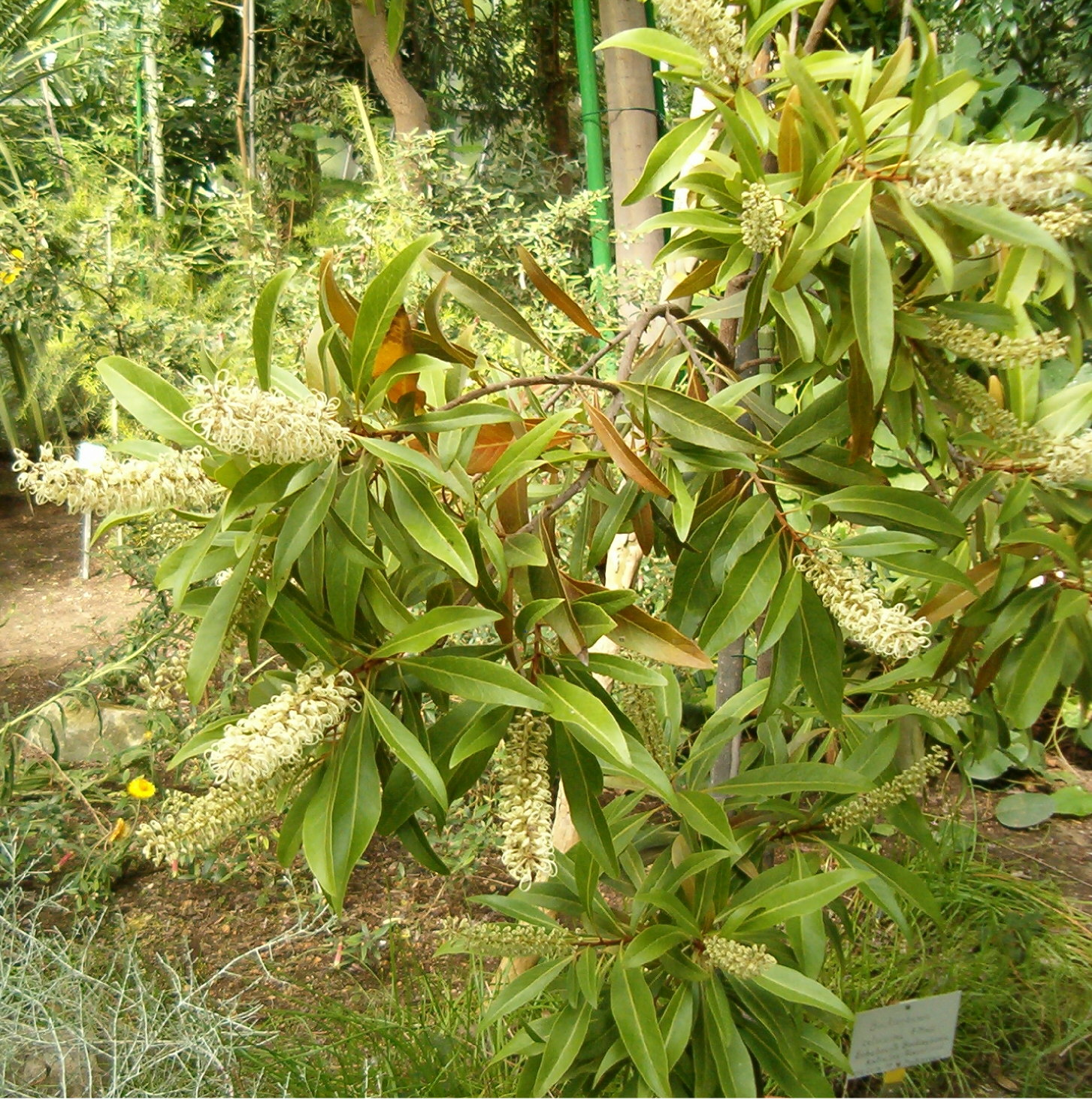
Buckinghamia celsissima

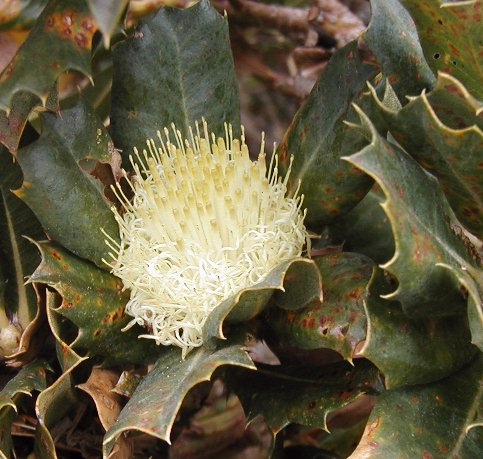
Dryandra sessilis

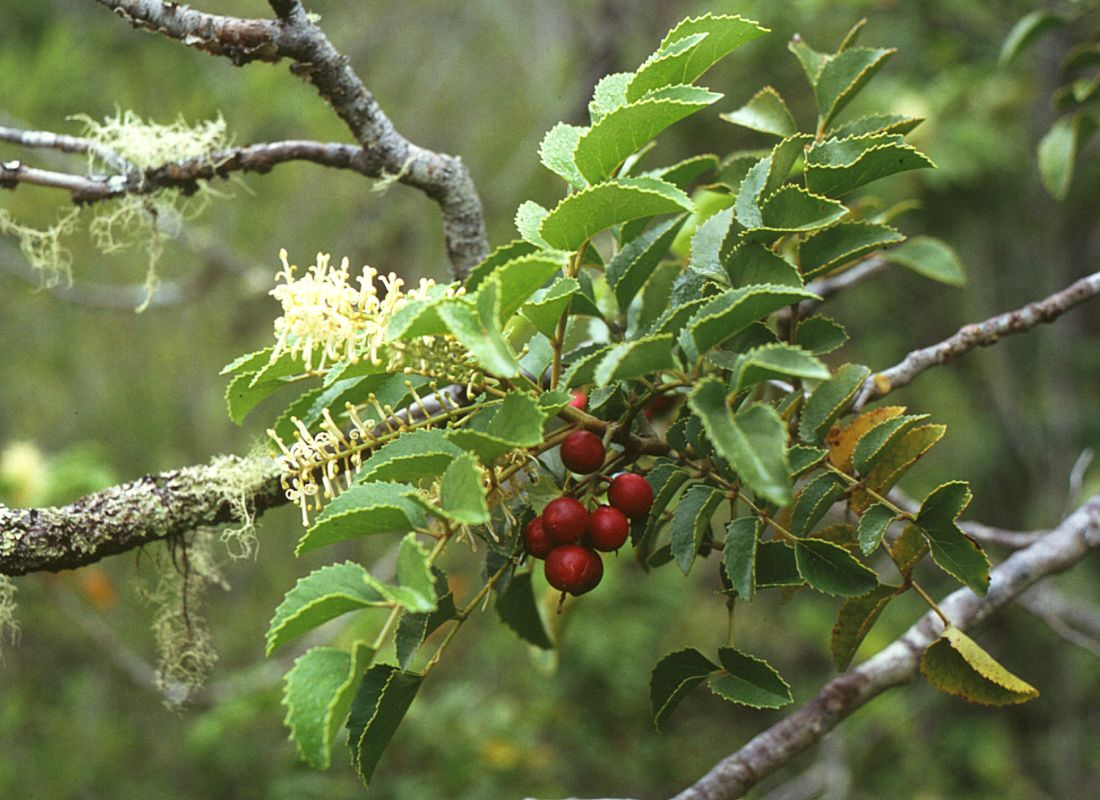
Laubblätter, Blütenstände und Früchte von Gevuina avellana.

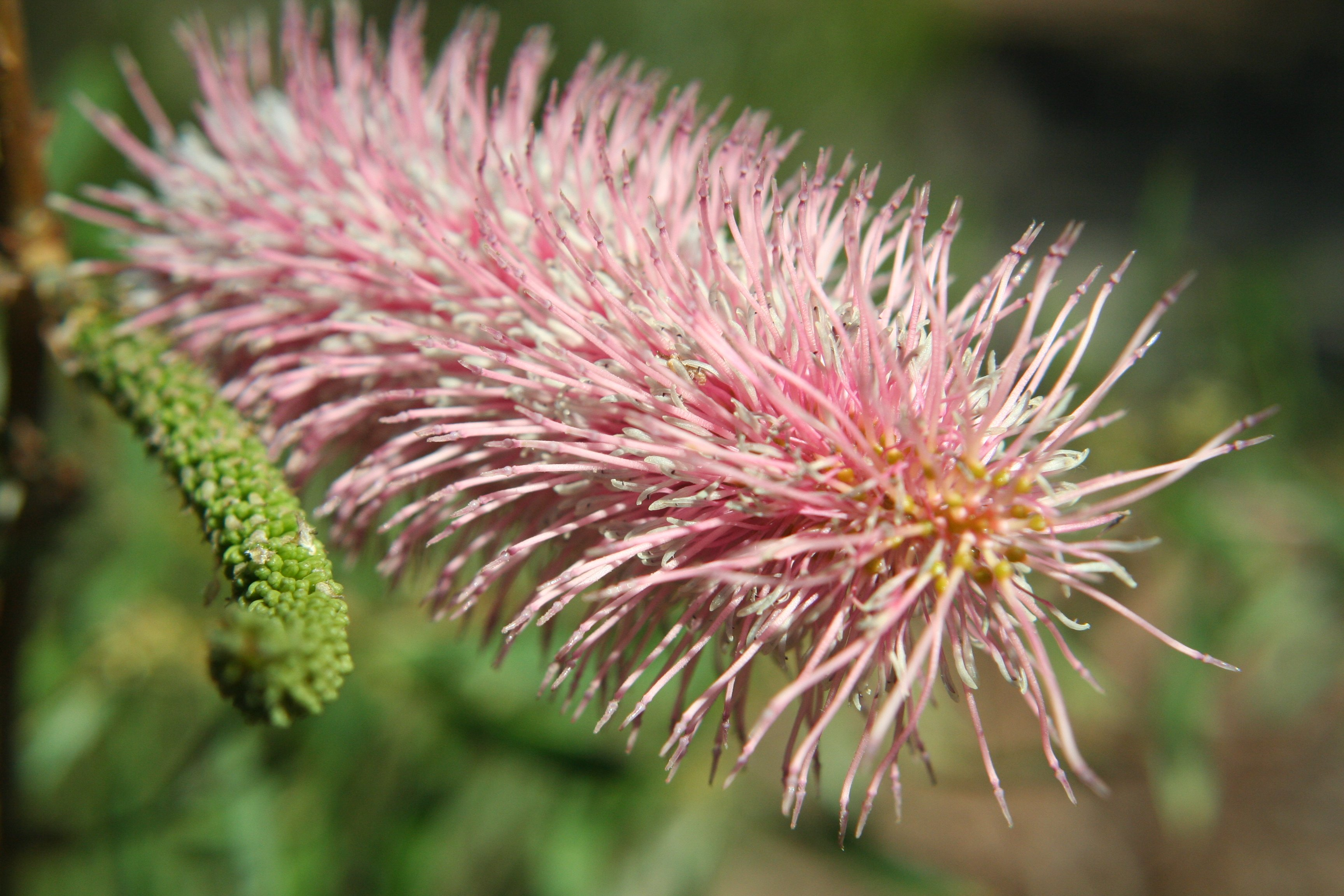
Grevillea petrophiloides

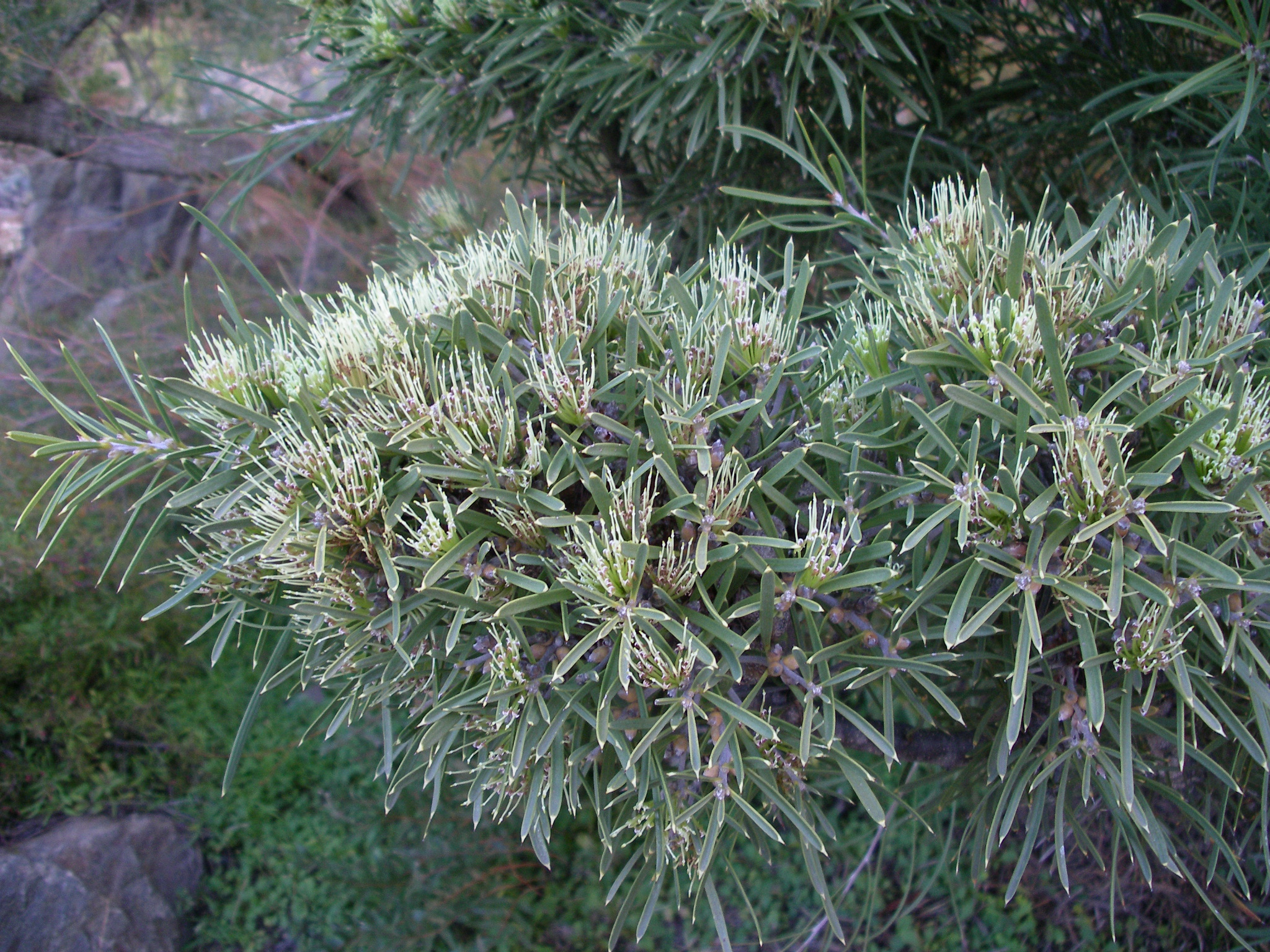
Hakea corymbosa

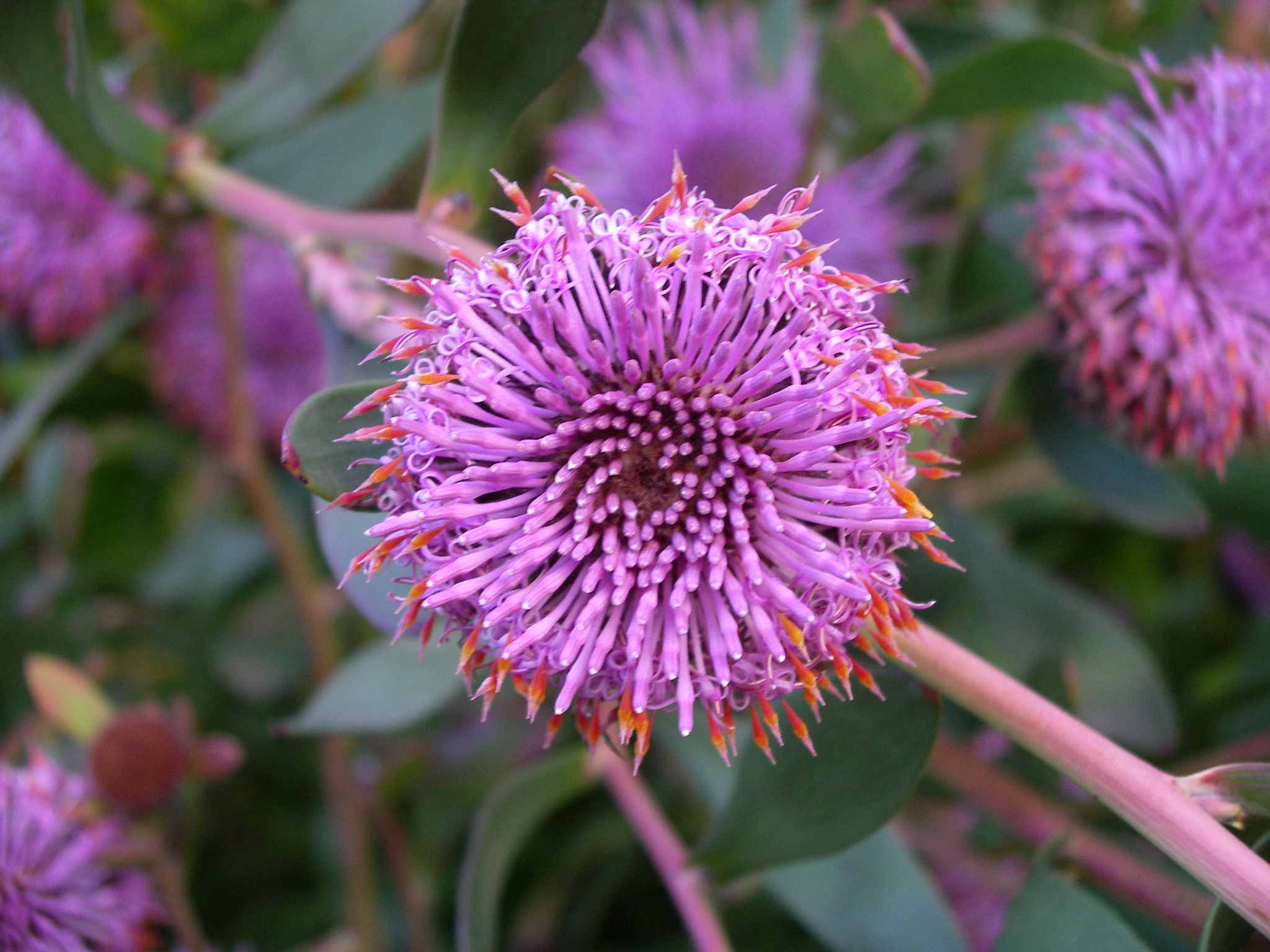
Isopogon cuneatus

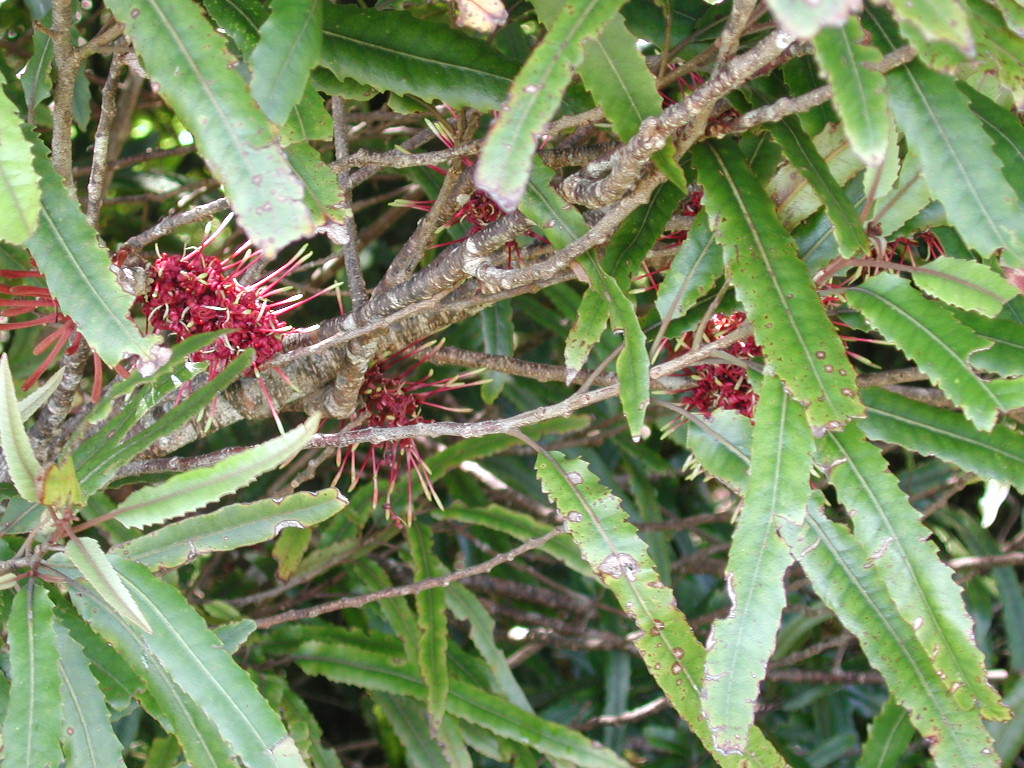
Knightia excelsa

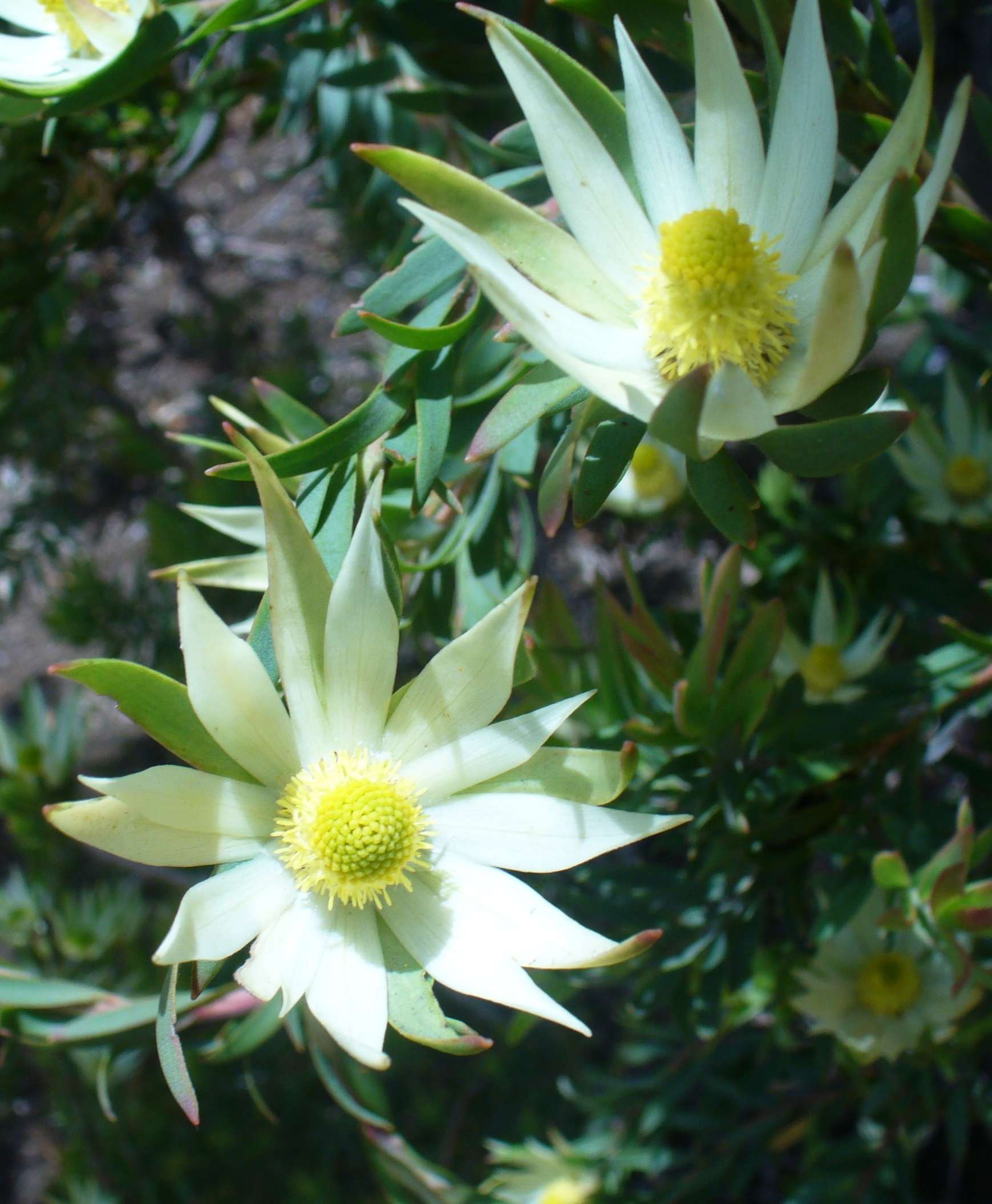
Leucadendron loriense

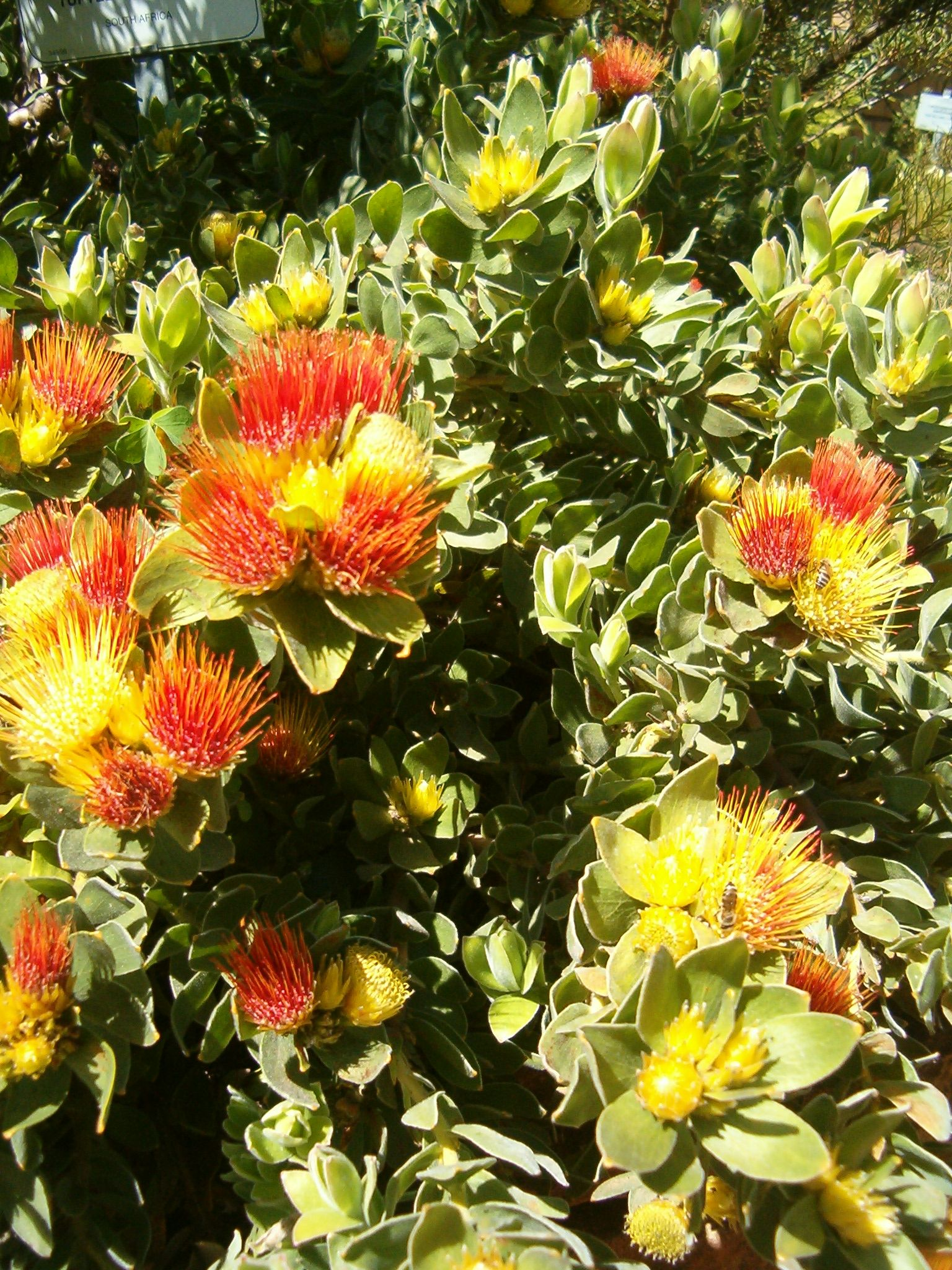
Leucospermum cordifolium

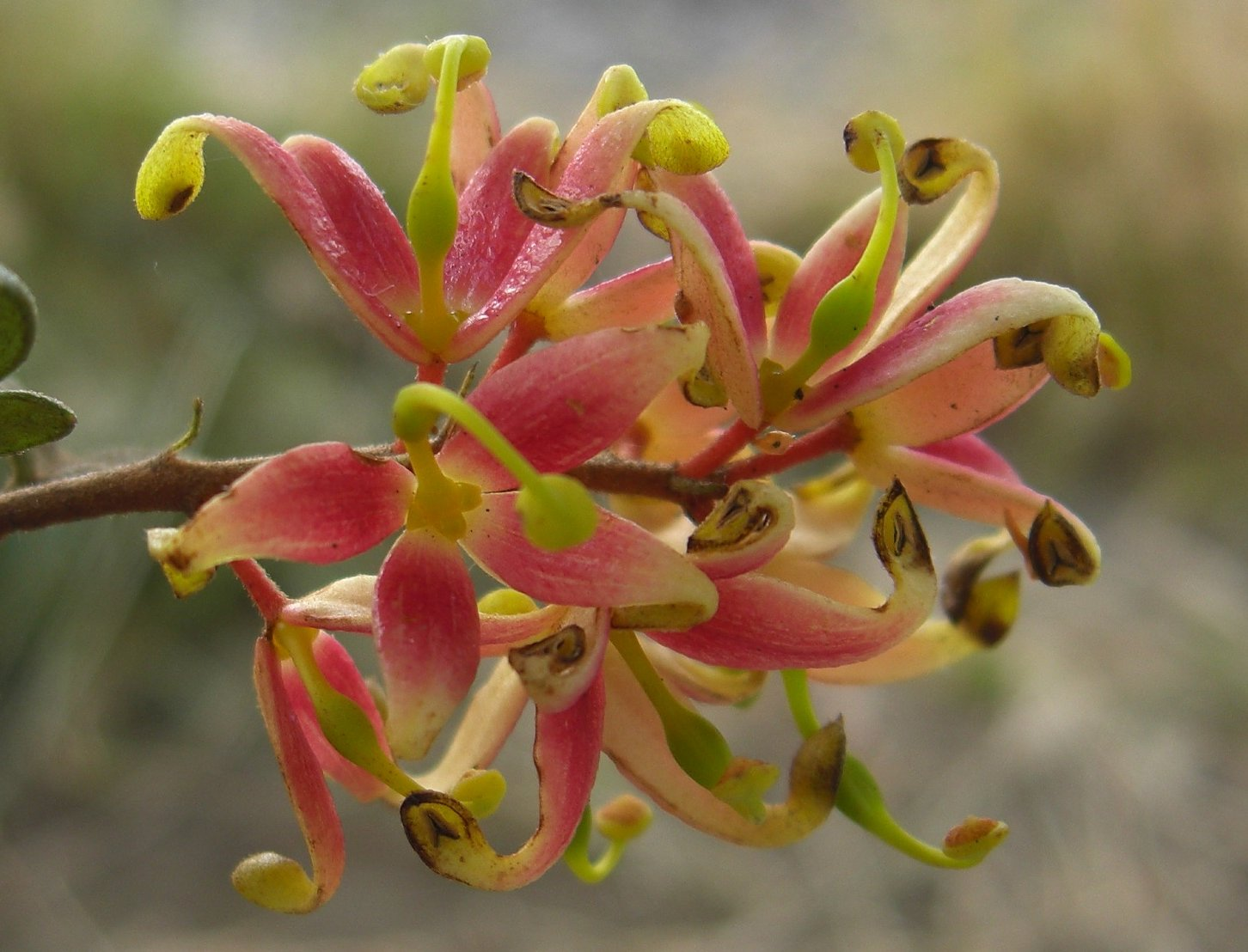
Lomatia ferruginea

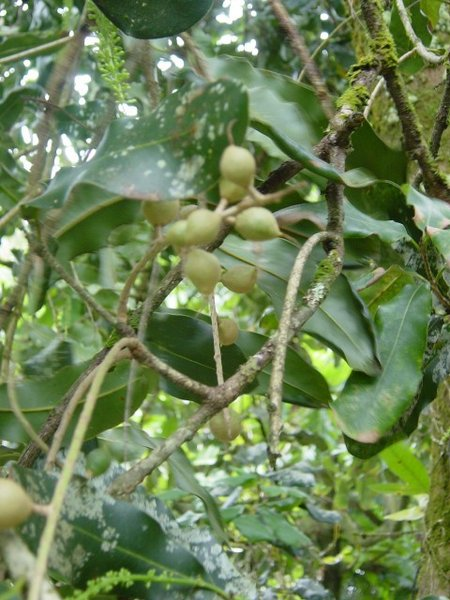
Macadamia integrifolia

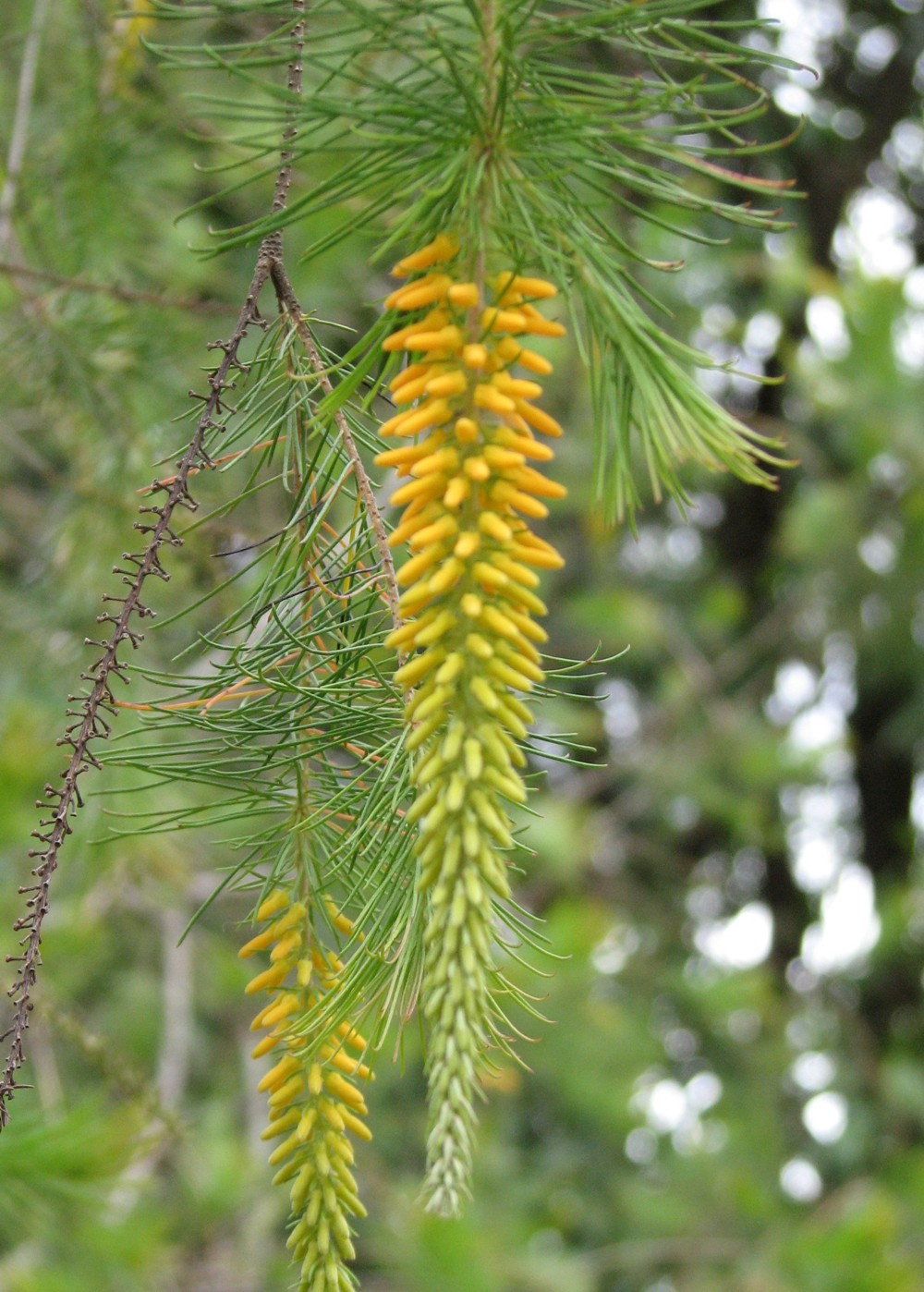
Persoonia pinifolia

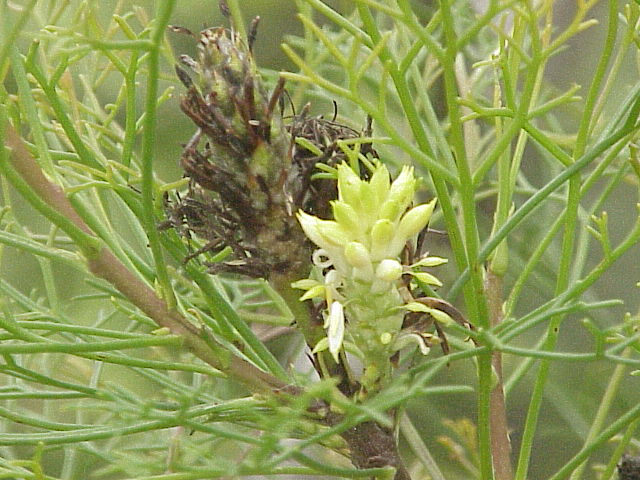
Petrophile pedunculata

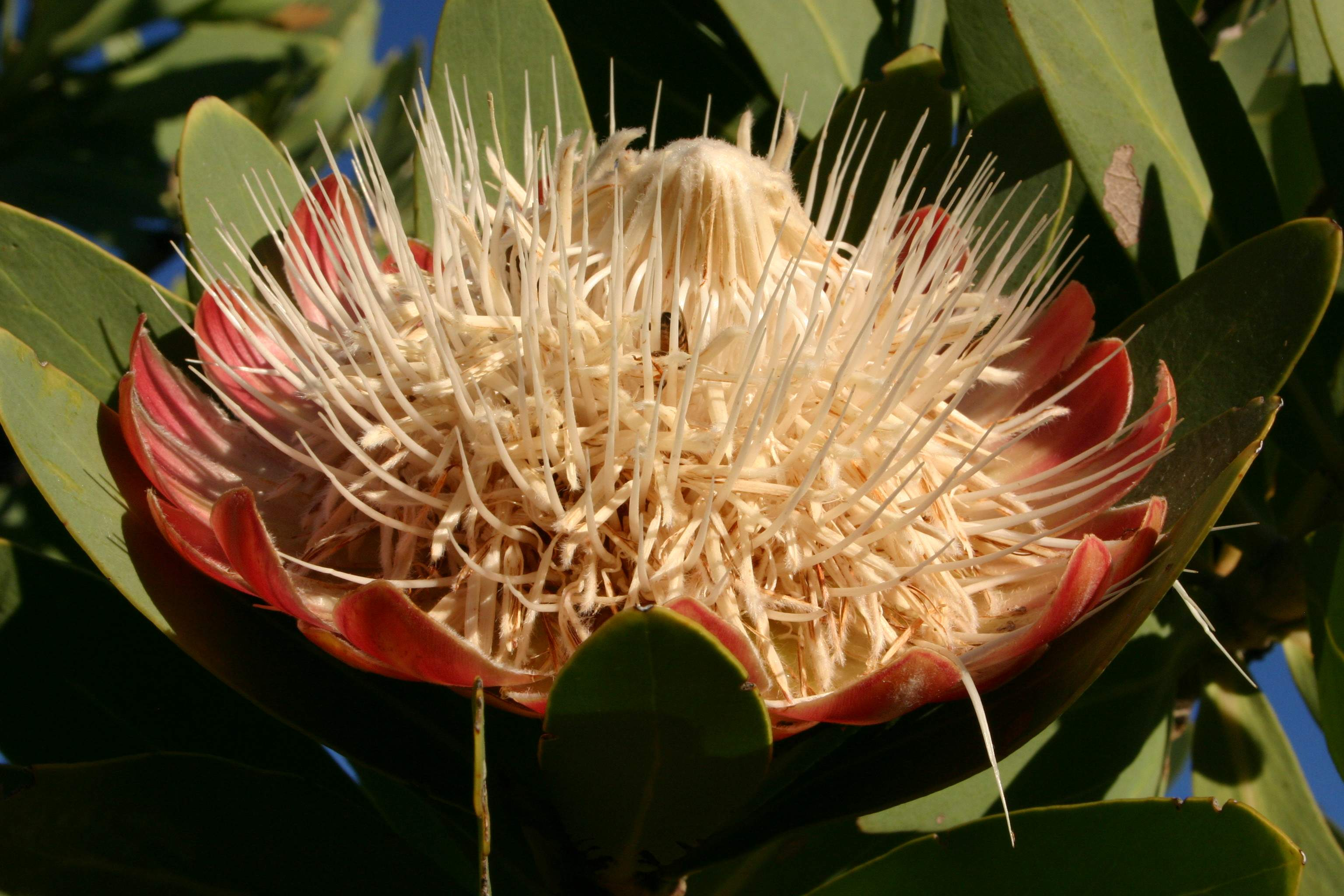
Protea caffra

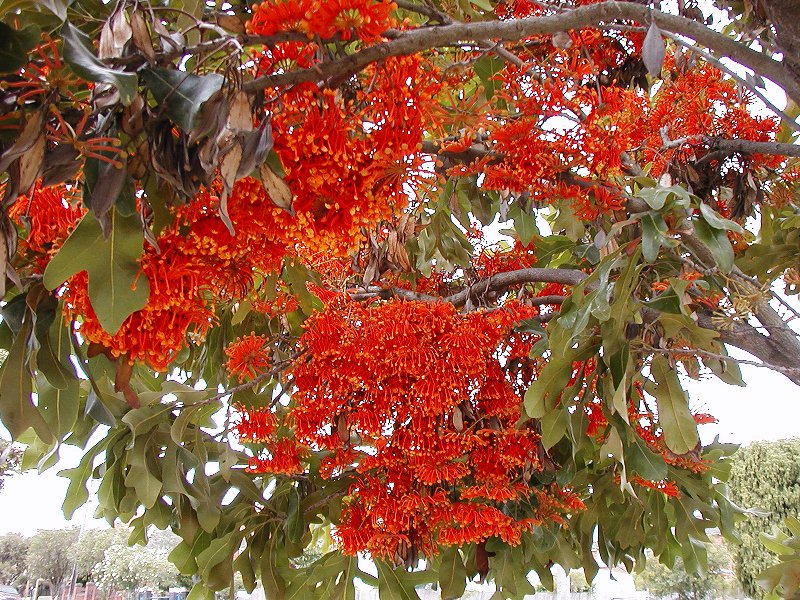
Blütenstände und Laubblätter des Gewöhnlichen Feuerradbaums (Stenocarpus sinuatus).

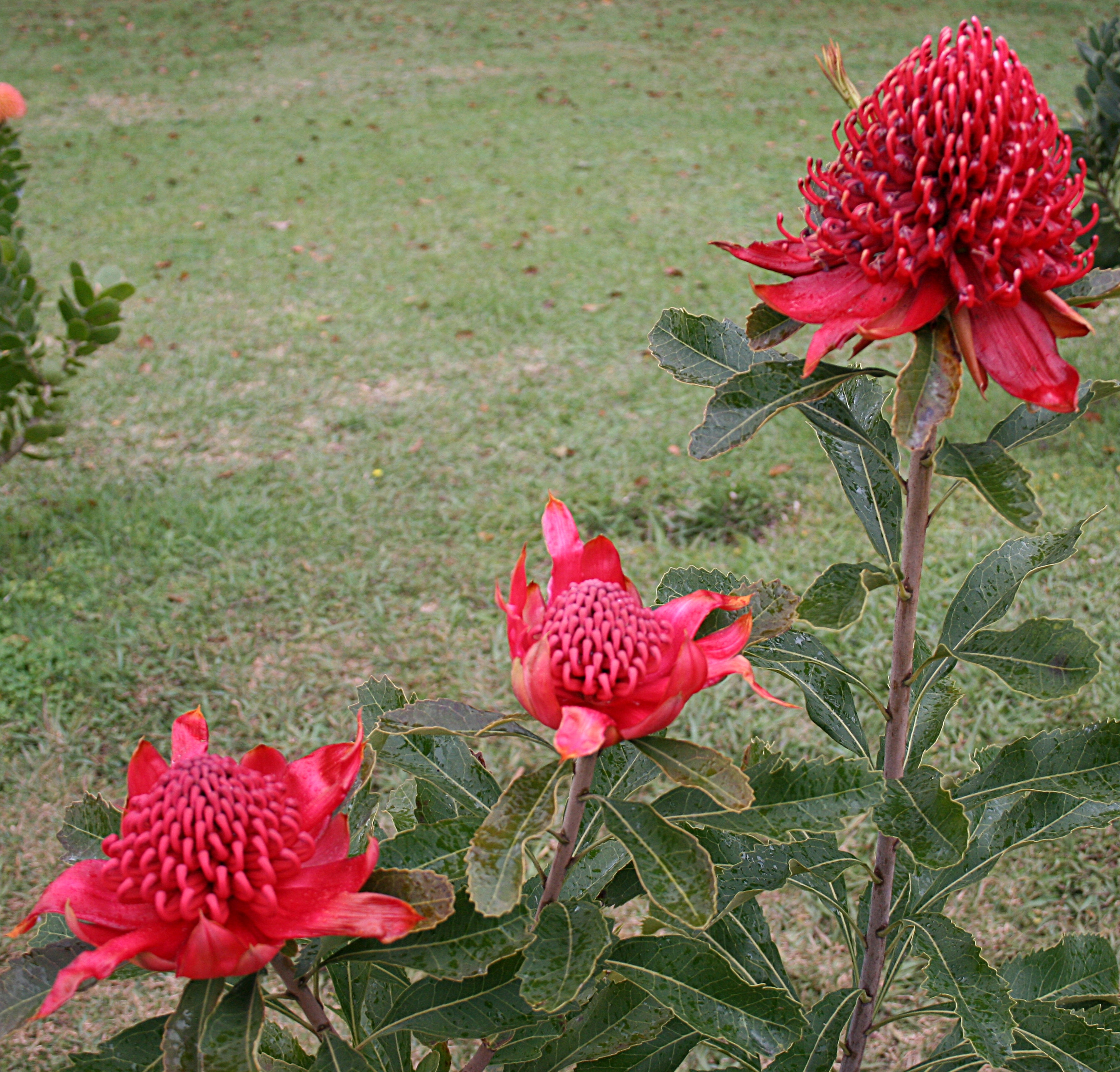
Telopea speciosissima

## Systematik
Die Typusgattung ist Protea, die nach Proteus, dem griechischen Meeresgott benannt ist. Bekannt ist Proteus für seine Kunst der fortwährenden Gestaltänderung. Die einzelnen Taxa der Proteaceae sind in ihrer Gestalt, Habitus und vor allem Blätter, auch sehr unterschiedlich.
Die Familie Proteaceae wird in fünf Unterfamilien gegliedert, die ihrerseits wieder in Tribus und oft auch Subtribus untergliedert werden. Die Familie umfasst etwa 77 Gattungen mit etwa 1600 Arten.
Hier die Unterfamilien mit ihren Tribus, Subtribus und Gattungen nach Peter H. Weston & Nigel P. Barker 2006:
Unterfamilie Proteoideae Eaton: In dieser Unterfamilie gibt es 26 Gattungen mit 640 Arten, mit einer Verbreitung in Afrika südlich der Sahara (besonders in der Kapflora) und Australien:
Nicht in einen Tribus eingeordnet sind:
- Beaurea Brongn. & Gris: Die etwa 13 Arten sind in Neukaledonien beheimatet.
- Beaupreopsis Virot: Sie enthält nur eine Art:
  - Beaupreopsis paniculata (Brongn. & Gris) Virot: Sie ist in Neukaledonien beheimatet.

- Cenarrhenes Labill.: Sie enthält nur eine Art:
  - Cenarrhenes nitida Labill.: Sie ist in Tasmanien beheimatet.

- Dilobeia Thou.: Die nur zwei Arten sind im östlichen Madagaskar beheimatet.
- Eidothea A.W.Douglas & B.Hyland: Die nur zwei Arten kommen im östlichen Australien vor.
- Franklandia R.Br.: Die nur zwei Arten kommen nur in Western Australia vor.

Tribus Conospermae Endl.: Sie kommt nur in Australien einschließlich Tasmanien vor.
- Subtribus Stirlingiinae L.A.S.Johnson & B.G.Briggs: Sie enthält nur eine Gattung:
  - Stirlingia Endl.: Die etwa sieben Arten kommen nur in Western Australia vor.

- Subtribe Conosperminae L.A.S.Johnson & B.G.Briggs: Sie enthält zwei Gattungen mit etwa 100 Arten:
  - Conospermum Sm.: Die etwa 53 Arten kommen im südlichen Australien einschließlich Tasmanien.
  - Synaphea R.Br.: Die etwa 50 bis 56 Arten kommen nur in Western Australia vor.

Tribus Petrophileae P.H.Weston & N.P.Barker: Sie enthält zwei Gattungen und etwa 56 Arten:
- Aulax Berg.: Die nur drei Arten kommen nur in den südafrikanischen Provinzen Ostkap und Westkap vor.
- Petrophile R.Br. ex Knight: Die 42 bis 53 Arten kommen nur in Australien vor, davon etwa 37 nur in Western Australia.

Tribus Proteae Dum.: Sie enthält zwei Gattungen nur in Afrika einschließlich Madagaskar:
- Faurea Harvey: Die etwa 15 Arten sind südlich der Sahara in Afrika und Madagaskar weitverbreitet.
- Zuckerbüsche (Protea L.): Die etwa 115 Arten sind südlich der Sahara in Afrika weitverbreitet.

Tribus Leucadendreae P.H.Weston & N.P.Barker: Sie enthält drei Subtribus in Australien und der Capensis.
- Subtribe Isopogoninae P.H. Weston & N.P.Barker: Sie enthält nur eine Gattung:
  - Isopogon R.Br. ex Knight: Die etwa 35 Arten sind im südlichen und westlichen Australien beheimatet, beispielsweise:
    - Isopogon formosus R.Br.: Sie ist im südwestlichen Australien beheimatet.

- Subtribus Adenanthinae L.A.S.Johnson & B.G.Briggs: Sie enthält nur eine Gattung:
  - Adenanthos Labill.: Die etwa 33 Arten sind im südlichen Australien verbreitet.

- Subtribus Leucadendrinae P.H.Weston & N.P.Barker: Die etwa zehn Gattungen kommen nur in der Capensis vor:
  - Diastella Salisb.: Die sieben Arten kommen nur im Westkap vor und einige davon gelten als selten bis stark gefährdet.
  - Silberbäume (Leucadendron R.Br.): Die 80 bis 85 Arten sind in der Capensis verbreitet.
  - Nadelkissen-Silberbäume, oder Silbersamen oder von Floristen einfach Nadelkissen genannt, (Leucospermum R.Br.): Die etwa 48 Arten sind in der Capensis verbreitet.
  - Mimetes Salisb.: Die etwa 13 Arten kommen entweder nur im Westkap oder nur im Ostkap vor. Darunter:
    - Mimetes stokoei E.Phillips & Hutch.

  - Serruria Salisb.: Die etwa 51 bis 55 Arten kommen in der südwestlichen Capensis vor.
  - Sorocephalus R.Br.: Die etwa elf Arten kommen in der südwestlichen Capensis vor.
  - Spatalla Salisb.: Die etwa 20 Arten kommen in der südwestlichen Capensis vor.
  - Vexatorella Rourke: Die etwa vier Arten kommen nur im Nordkap und Westkap vor.

Unterfamilie Grevilleoideae Engl.: In dieser Unterfamilie gibt es 45 Gattungen mit 855 Arten:
Nicht in einen Tribus eingeordnet sind:
- Carnarvonia F.Muell.: Sie enthält nur eine Art:
  - Carnarvonia araliifolia F.Muell.: Die Heimat ist das nördliche Australien.

- Sphalmium (C.T.White) B.G.Briggs, B.Hyland & L.A.S.Johnson: Sie enthält nur eine Art:
  - Sphalmium racemosum (C.T.White) B.G.Briggs, B.Hyland & L.A.S.Johnson: Die Heimat ist der nördliche Teil des australischen Bundesstaates Queensland.

Tribus Banksieae Rchb.: Sie enthält zwei Subtribus und vier Gattungen:
- Subtribus Musgraveinae L.A.S.Johnson & B.G.Briggs: Sie enthält nur zwei Gattungen mit vier Arten im nordöstlichen Australien:
  - Austromuellera C.T.White: Die nur zwei Arten kommen im nordöstlichen Australien vor.
  - Musgravea F.Muell.: Die nur zwei Arten kommen im nordöstlichen Australien vor.

- Subtribus Banksiinae L.A.S.Johnson & B.G.Briggs: Sie enthält nur zwei Gattungen mit bis zu 180 Arten:
  - Banksia (Banksia L. f.): Die 76 bis 80 Arten sind in Australien einschließlich Tasmanien weitverbreitet, eine davon reicht bis ins südliche Neuguinea.
  - Dryandra Thunb.: Die 93 bis 95 Arten sind im südwestlichen Australien beheimatet.

Tribus Macadamieae C.Venkata Rao: Sie enthält nur drei Gattungen mit etwa 35 Arten:
- Subtribus Macadamiinae L.A.S.Johnson & B.G.Briggs:
  - Brabejum L.: Sie enthält nur eine Art:
    - Brabejum stellatifolium L.: Sie kommt nur in der südafrikanischen Provinz Westkap vor.

  - Macadamia (Macadamia F.Muell.): Sie enthält etwa neun Arten hauptsächlich in New South Wales sowie Queensland und eine in Indonesien.
  - Panopsis Salisb.: Sie enthält etwa 25 Arten in der Neotropis.

- Subtribus Malagasiinae P.H.Weston & N.P.Barker: Sie enthält nur zwei monotypische Gattungen:
  - Malagasia L.A.S.Johnson & B.G.Briggs: Sie enthält nur eine Art:
    - Malagasia alticola (Capuron) L.A.S.Johnson & B.G.Briggs: Sie ist in Madagaskar beheimatet.

  - Catalepidia P.H.Weston: Sie enthält nur eine Art:
    - Catalepidia heyana (F.M.Bailey) P.H.Weston: Sie kommt im nordöstlichen Australien vor.

- Subtribus Virotiinae P.H.Weston & N.P.Barker: Sie enthält nur zwei Gattungen mit etwa 16 Arten:
  - Athertonia L.A.S.Johnson & B.G.Briggs: Sie enthält nur eine Art:
    - Athertonia diversifolia (C.T.White) L.A.S.Johnson & B.G.Briggs: Sie ist im nordöstlichen Australien beheimatet.

  - Heliciopsis Sleumer: Die etwa 15 Arten kommen in Burma und vom südöstlichen China bis zum Indonesischen Archipel, westlich der Wallace-Linie vor.

- Subtribus Gevuininae L.A.S.Johnson & B.G.Briggs (Syn.: Subtribus Cardwelliinae L.A.S.Johnson & B.G.Briggs, Subtribus Hicksbeachiinae L.A.S.Johnson & B.G.Briggs):
  - Bleasdalea F.Muell.: Die nur zwei Arten kommen im nordöstlichen Australien und in Neuguinea vor.
  - Cardwellia F.Muell.: Sie enthält nur eine Art:
    - Cardwellia sublimis F.Muell.: Sie kommt im nordöstlichen Australien vor.

  - Euplassa Salisb.: Die etwa 20 Arten sind im tropischen Südamerika weitverbreitet.
  - Gevuina Molina: Sie enthält nur eine Art:
    - Gevuina avellana Molina: Sie kommt in Chile und Argentinien vor.

  - Hicksbeachia F.Muell.: Die nur zwei Arten kommen im östlichen Australien vor.
  - Kermadecia Brongn. & Gris: Die vier Arten sind in Neukaledonien beheimatet.
  - Sleumerodendron Virot: Sie enthält nur eine Art:
    - Sleumerodendron austrocaledonicum (Brongn. & Gris) Virot: Sie in Neukaledonien beheimatet.

  - Turillia A.C.Sm.: Die nur drei Arten kommen auf Vanuatu, Fiji vor.

Tribus Roupaleae Meisn. (Syn.: Tribus Knightieae L.A.S.Johnson & B.G.Briggs, Tribus Helicieae L.A.S.Johnson & B.G.Briggs):
- Nicht in einen Subtribus eingeordnet:
  - Eucarpha (R.Br.) Spach: Die nur zwei Arten in Neukaledonien beheimatet.
  - Knightia R.Br.: Sie enthält nur eine Art:
    - Knightia excelsa R.Br.: Sie ist in Neuseeland beheimatet.

  - Megahertzia A.S.George & B.Hyland: Sie enthält nur eine Art:
    - Megahertzia amplexicaulis A.S.George & B.Hyland: Sie ist im nordöstlichen Australien beheimatet.

  - Triunia L.A.S.Johnson & B.G.Briggs: Die vier Arten kommen im östlichen Australien vor.

- Subtribus Roupalinae L.A.S.Johnson & B.G.Briggs: Sie enthält nur drei Gattungen:
  - Neorites L.S.Sm.: Sie enthält nur eine Art:
    - Neorites kevediana L.S.Sm.: Sie ist im nordöstlichen Australien beheimatet.

  - Orites R.Br.: Die etwa acht Arten kommen in Australien einschließlich Tasmanien und in Chile vor.
  - Roupala Aubl.: Die etwa 33 Arten sind in der Neotropis weitverbreitet.
    - Roupala montana Aubl.: Aus dem mittleren bis nördlichen Südamerika bis Zentralamerika bis Südmexiko

- Subtribus Lambertiinae (C.Venkata Rao) L.A.S.Johnson & B.G.Briggs: Sie enthält nur zwei Gattungen in Australien:
  - Lambertia Sm.: Die etwa zehn Arten kommen im südwestlichen und südöstlichen Australien vor.
  - Xylomelum Sm.: Die etwa sechs Arten kommen im südwestlichen und östlichen Australien vor.

- Subtribus Heliciinae L.A.S.Johnson & B.G.Briggs: Sie enthält nur zwei Gattungen:
  - Helicia Lour.: Die etwa 100 Arten kommen im südlichen Indien, Sri Lanka, von China und Japan bis ins südöstliche Australien vor, mit dem Zentrum der Artenvielfalt in Neuguinea.
  - Hollandaea F.Muell.: Die nur zwei Arten sind im nordöstlichen Australien beheimatet.

- Subtribus Floydiinae L.A.S.Johnson & B.G.Briggs: Sie enthält nur zwei Gattungen mit drei Arten in Australien:
  - Darlingia F.Muell.: Die nur zwei Arten sind im nordöstlichen Australien beheimatet:
    - Darlingia darlingiana (F.Muell.) L.A.S.Johnson
    - Darlingia ferruginea J.F.Bailey

  - Floydia L.A.S.Johnson & B.G.Briggs: Sie enthält nur eine Art:
    - Floydia praealta (F.Muell.) L.A.S.Johnson & B.G.Briggs: Sie ist im östlichen Australien beheimatet.

Tribus Embothrieae Rchb.:
- Subtribus Lomatiinae L.A.S.Johnson & B.G.Briggs:
  - Lomatia R.Br.: Es gibt etwa zwölf Arten mit disjunkten Areal: neun in Australien (einschließlich Tasmanien) und drei in Chile, Argentinien, Peru und Ecuador, beispielsweise:
    - Kings Lomatia (Lomatia tasmanica W.M.Curtis)

- Subtribus Embothriinae Endl.: Sie enthält etwa fünf Gattungen:
  - Alloxylon P.H.Weston & Crisp: Die etwa fünf Arten sind im östlichen Australien, im südlichen Neuguinea und auf den Aru-Inseln verbreitet.
  - Embothrium J.R.Forst. & G.Forst.: Sie enthält nur eine Art:
    - Notro oder Chilenischer Feuerstrauch (Embothrium coccineum R.Forst. & G.Forst.): Sie kommt in Chile und Argentinien vor.

  - Oreocallis R.Br.: Sie enthält nur eine oder zwei Arten in Peru und Ecuador.
  - Telopea R.Br.: Die etwa fünf Arten kommen im südöstlichen Australien einschließlich Tasmanien vor.

- Subtribus Stenocarpinae L.A.S.Johnson & B.G.Briggs: Sie enthält nur zwei Gattungen mit etwa 24 Arten:
  - Feuerradbäume (Stenocarpus R.Br.): Die etwa 21 Arten kommen im nördlichen und östlichen Australien, auf Neuguinea, den Aru-Inseln und Neukaledonien vor.
  - Strangea Meisn.: Die nur drei Arten kommen im südwestlichen und östlichen Australien vor.

- Subtribus Hakeinae Endl. (Syn.: Tribus Grevilleeae Endl.): Die Blüten sind zygomorph. Sie enthält fünf Gattungen:
  - Buckinghamia F.Muell.: Die nur zwei Arten kommen im nordöstlichen Australien vor.
  - Finschia Warb.: Von den drei Arten in Neuguinea kommt eine bis Palau und Vanuatu vor.
  - Grevilleen oder Silbereichen (Grevillea R.Br. ex Knight): Die etwa 260 bis 362 Arten sind weitverbreitet in Australien einschließlich Tasmanien, Neukaledonien, Neuguinea und Sulawesi.
  - Hakea Schrad. & J.C.Wendl.: Die 110 bis 150 Arten sind weitverbreitet in Australien einschließlich Tasmanien.
  - Opisthiolepis L.S.Sm.: Sie enthält nur eine Art:
    - Opisthiolepis heterophylla L.S.Sm.: Sie ist im nordöstlichen Australien beheimatet.

Unterfamilie Bellendenoideae P.H.Weston: Diese Unterfamilie ist monotypisch, enthält also nur eine Gattung und eine Art:
Tribus Bellendenae P.H.Weston:
- Bellendena R.Br.: Sie enthält nur eine Art:
  - Bellendena montana R.Br.: Sie ist in Tasmanien beheimatet.

Unterfamilie Persoonioideae L.A.S.Johnson & B.G.Briggs: In dieser Unterfamilie gibt es fünf Gattungen mit 110 Arten; ihre Heimat ist hauptsächlich Australien, aber auch Neukaledonien und Neuseeland:
Tribus Persoonieae Rchb.:
- Garnieria Brongn. & Gris: Sie kommt nur in Neukaledonien vor.
- Persoonia Sm.: Die etwa 100 Arten kommen in Australien vor.
- Placospermum C.T.White & W.D.Francis: Sie kommt im nordöstlichen Australien vor.

Unterfamilie Symphionematoideae P.H.Weston & N.P.Barker: Sie enthält nur zwei Gattungen mit drei Arten im südöstlichen Australien und Tasmanien:
- Agastachys R.Br.: Sie enthält nur eine Art:
  - Agastachys odorata R.Br.: Sie kommt nur in Tasmanien vor.

- Symphionema R.Br.: Die nur zwei Arten kommen im südöstlichen Australien vor.